# Sīāvashān
Sīāvashān (persiska: سياوُشان, سِياوَشان, شُِشان, سياه وَشان, سيّاوَشان, Sīāvoshān, سیاوشان) är en ort i Iran.   Den ligger i provinsen Markazi, i den centrala delen av landet, 190 km sydväst om huvudstaden Teheran. Sīāvashān ligger 1 914 meter över havet och antalet invånare är 826.
Terrängen runt Sīāvashān är platt åt sydväst, men åt nordost är den kuperad.Runt Sīāvashān är det ganska tätbefolkat, med 116 invånare per kvadratkilometer. Sīāvashān är det största samhället i trakten. Trakten runt Sīāvashān består i huvudsak av gräsmarker.